# Ghobeyrā
Ghobeyrā (persiska: غبیرا) är en ort i Iran.   Den ligger i provinsen Kerman, i den sydöstra delen av landet, 800 km sydost om huvudstaden Teheran. Ghobeyrā ligger 2 124 meter över havet och antalet invånare är 335.
Terrängen runt Ghobeyrā är huvudsakligen platt, men norrut är den kuperad.Runt Ghobeyrā är det glesbefolkat, med 12 invånare per kvadratkilometer. Närmaste större samhälle är Negār, 15,2 km väster om Ghobeyrā. Trakten runt Ghobeyrā är ofruktbar med lite eller ingen växtlighet.